# Андршт, Зденек
Зденек Андршт (5 октября 1912, Поступице, Чехословакия — 23 октября 1985, Прага, Чехословакия) — чехословацкий хоккеист (центральный нападающий) и деятель спорта.

## Биография
Родился 5 октября 1912 года. В хоккее с шайбой дебютировал в 1931 году, вступив в состав ХК Славия (Прага), где играл вплоть до 1950 года. С 1950 по 1951 гг. играл в ХК города Пршибрам. Наряду с игровой карьерой, также занимался и спортивной карьерой. Наибольшую известность он получил в качестве спортивного деятеля. В 1930 году был избран председателем Центральночешского гандбольного союза, далее занимал должность председателя окружного совета общества Сокол, с 1958 по 1961 гг. занимал должность председателя краевой хоккейной секции. В 1961 году стал старшим тренером сборной Чехословакии по хоккею с шайбой, а также председателем Чехословацкого хоккейного союза, в 1962 году занимал должность Председателя тренерского совета сборной Чехословакии. В 1972 году был избран на должность Председателя Организационного комитета чемпионата мира. Являлся членом пленума Чехословацкого комитета физкультуры и спорта.
Скончался 23 октября 1985 года в Праге спустя 18 дней после празднования своего 73-летия.

## Награды, премии и почётные звания
- 1961 — Заслуженный тренер Чехословакии.
- Медаль За доблестный труд
- Медаль За заслуги в строительстве
- Орден Красная Звезда
- Орден Труда

### Память
- В 2008 году был посмертно введён в Зал славы Чешского хоккея.